# Liste der Stolpersteine in Troisdorf
In der Liste der Stolpersteine in Troisdorf  werden die 25 vorhandenen Gedenksteine aufgeführt, die im Rahmen des Projektes Stolpersteine des Künstlers Gunter Demnig in der Stadt Troisdorf und im Ortsteil Bergheim bisher verlegt worden sind.

## Troisdorf
| Adresse                 | Name              | Inschrift | Verlegedatum  | Bild                                                    | Anmerkung |
| ----------------------- | ----------------- | --- | ------------- | ------------------------------------------------------- | --- |
| Frankfurter Straße 56 · | Erich Marx        | Hier wohnte Erich Marx Jg. 1901 deportiert 1942 Maly Trostinec ermordet                                                           | 6. Dez. 2008  | Stolperstein Troisdorf Frankfurter_Straße 56 Erich Marx | geboren am 25. Mai 1901 in Bonn-Kessenich. Metzger in Troisdorf, letzte Adresse Bergstr. 17. Deportation von Köln nach Minsk am 20.7.1942, gemeinsam mit seiner Frau Rosa sowie Eduard und Johanetta Sommer (siehe dort). Ermordet am 24.7.1942 in Maly Trostinec. Amtlich festgestellter Todeszeitpunkt: 8. Mai 1945. |
| Frankfurter Straße 56 · | Rosa Marx         | Hier wohnte Rosa Marx geb. Wolf Jg. 1907 deportiert 1942 Maly Trostinec ermordet                                                  | 6. Dez. 2008  | Stolperstein Troisdorf Frankfurter_Straße 56 Erich Marx | geboren am 29. Juli 1907 in Troisdorf als Tochter des Metzgers Adolt Wolf (geb. 1881) und seiner Ehefrau Eva, geb. Levy (geb. 1875 in Troisdorf). Verheiratet in Troisdorf am 22. Dezember 1932 mit dem Metzgermeister Emil Marx. Deportation von Köln nach Minsk am 20.7.1942, gemeinsam mit ihrem Ehemann Erich (siehe dort). Ermordet am 24.7.1942 in Maly Trostinec. Amtlich festgestellter Todeszeitpunkt: 8. Mai 1945. |
| Hofgartenstraße 8 ·     | Alfred Pins       | Hier wohnte Alfred Pins Jg. 1889 deportiert 1942 ermordet in Auschwitz                                                            | 6. Dez. 2008  | Stolperstein Troisdorf Hofgartenstraße 8 Alfred Pins    | geboren am 22. August 1889 in Iserlohn Altwarenhändler für Eisen, Lumpen und Papier. Inhaftierung im KZ Dachau 1938. Deportation am 28. Juli 1942 von Köln nach Theresienstadt (Transport III/2, no. 976), weiter nach Auschwitz am 15.5.1944 (Transport Dz, no. 882), dort ermordet. |
| Hofgartenstraße 8 ·     | Rosalie Pins      | Hier wohnte Rosalie Pins geb. Berger Jg. 1894 deportiert 1942 ermordet in Auschwitz                                               | 6. Dez. 2008  | Stolperstein Troisdorf Hofgartenstraße 8 Rosalie Pins   | geboren am 2. Juni 1894 in Niederzissen. Deportation von Köln nach Theresienstadt Transport III/2, no. 977 (28. 07. 1942), weiter nach Auschwitz am 15.5.1944 (Transport Dz, no. 883), dort ermordet. |
| Im Grotten 2 ·          | Emanuel Meier     | Hier wohnte Emanuel Meier Jg. 1871 tot 4.3.1942 im Lager Much                                                                     | 10. Aug. 2007 | Stolperstein Troisdorf Im Grotten 2 Emanuel Meier       | geboren am 18. April 1871 in Sieglar als Sohn des Metzgers Benjamin Meier und dessen Ehefrau Henriette, geb. Moses. Von Beruf Metzger in Sieglar. Verheiratet am 4. September 1900 in Troisdorf mit Regina Sommer. Mit Ehefrau Regina und Enkel Günther ins Lager Much deportiert, dort am 4.3.1942 gestorben. |
| Im Grotten 2 ·          | Regina Meier      | Hier wohnte Regina Meier geb. Sommer Jg. 1871 Lager Much 1942 deportiert 1942 ermordet 24.7.1942 Maly Trostinec                   | 10. Aug. 2007 | Stolperstein Troisdorf Im Grotten 2 Regina Meier        | geboren am 18. Dezember 1871 in Troisdorf als Tochter des Handelsmanns Seligmann Sommer und seiner Ehefrau Sabina, geb. Mainzer, verheiratet mit Emanuel Meier. Deportiert ins Lager Much und von dort gemeinsam mit ihrem Enkel Günther nach Maly Trostinec. Dort ermordet. |
| Im Grotten 2 ·          | Günther Meier     | Hier wohnte Günther Meier Jg. 1927 Lager Much 1941 deportiert 1942 ermordet 24.7.1942 Maly Trostinec                              | 10. Aug. 2007 | Stolperstein Troisdorf Im Grotten 2 Günther Meier       | geboren am 9. März 1927 in Bonn. Deportiert ins Lager vom Lager Much und von dort nach Maly Trostinec. Dort ermordet. |
| Kirchstraße 6 ·         | Samuel Levy       | Hier wohnte Samuel Levy Jg. 1879 verhaftet 1930 Jagnau deportiert 1941 Łodz ermordet Mai 1942                                     | 6. Dez. 2008  | Stolperstein Troisdorf Kirchstraße 6 Samuel Levy        | geboren am 8. Januar 1879 in Troisdorf als Sohn des Metzgers Hermann Levy und seiner Frau Rosa, verheiratet mit Hedwig Heilberg. Er betrieb in Troisdorf, heutige Kirchstr. 6, eine Metzgerei, auf die in der Reichspogromnacht ein Brandanschlag verübt wurde. Deportiert ab Köln am 30.10.1941 ins Ghetto Litzmannstadt, von dort in das Vernichtungslager Kulmhof im Mai 1942, dort ermordet.                             |
| Kirchstraße 6 ·         | Ruth Johanna Levy | Hier wohnte Ruth Johanna Levy Jg. 1927 deportiert 1941 Łodz ermordet Mai 1942                                                     | 6. Dez. 2008  | Stolperstein Troisdorf Kirchstraße 6 Ruth Johanna Levy  | geboren am 31. Oktober 1927 in Troisdorf als Tochter von Samuel und Hedwig Levy. Deportiert ab Köln am 30.10.1941 ins Ghetto Litzmannstadt, von dort in das Vernichtungslager Kulmhof im Mai 1942, dort ermordet. |
| Kirchstraße 6 ·         | Hedwig Levy       | Hier wohnte Hedwig Levy geb. Heilberg Jg. 1890 deportiert 1941 Łodz ermordet Mai 1942                                             | 6. Dez. 2008  | Stolperstein Troisdorf Kirchstraße 6 Hedwig Levy        | geboren am 3. Januar 1890 in Meudt als Tochter von Ferdinand und Amalia Heilberg. Deportiert ab Köln am 30.10.1941 ins Ghetto Litzmannstadt, von dort in das Vernichtungslager Kulmhof am 10.5.1942, dort ermordet. |
| Kirchstraße 11 ·        | Eduard Sommer     | Hier wohnte Eduard Sommer Jg. 1881 deportiert 1942 Maly Trostinec ermordet 20.7.1942                                              | 6. Dez. 2008  | Stolperstein Troisdorf Kirchstraße 11 Eduard Sommers    | geboren am 27. Januar 1881 in Troisdorf Letzte Adresse Bergstr. 17. Deportation von Köln nach Minsk am 20.7.1942, gemeinsam mit seiner Frau Johanetta und dem Ehepaar Marx (siehe dort). Ermordet am 24.7.1942 in Maly Trostinec. Amtlich festgestellter Todeszeitpunkt: 8. Mai 1945. Der unverheiratete Sohn Erich (15.3.1911 bis 11.7.1960, kaufmännischer Angestellter) lebte bis zu seinem Tod in der Bergstr. 17.       |
| Kirchstraße 11 ·        | Johanetta Sommer  | Hier wohnte Johanetta Sommer geb. Levy Jg. 1878 deportiert 1942 Maly Trostinec ermordet 20.7.1942                                 | 6. Dez. 2008  | Stolperstein Troisdorf Kirchstraße 11 Johanetta Sommers | geboren am 29. November 1878 in Bollendorf. Letzte Adresse Bergstr. 17. Deportation von Köln nach Minsk am 20.7.1942, gemeinsam mit ihrem Mann Eduard und dem Ehepaar Marx (siehe dort). Ermordet am 24.7.1942 in Maly Trostinec. |
| Nordstraße 1 ·          | Otto Neumann      | Hier wohnte Otto Neumann Jg. 1878 interniert 1941 Lager Much deportiert 1942 Maly Trostinec ermordet 24.7.1942                    | 6. Dez. 2008  | Stolperstein Troisdorf Nordstr. 1 Otto Neumann          | geboren am 26. August 1878 in Siegburg als Sohn des Viehhändlers Simon Neumann und seiner Egefrau Elisabeth, geb. Dannenberg. Am 7. Februar 1919 verheiratet mit der Geschäftsinhaberin Adele Betty Neumann. Am 7. Februar 1919 Deportiert ins Lager Much und von dort nach Maly Trostinec. Dort ermordet. |
| Nordstraße 1 ·          | Betty Neumann     | Hier wohnte Betty Neumann geb. Jacobs Jg. 1873 interniert 1941 Lager Much deportiert 1942 Maly Trostinec ermordet 24.7.1942       | 6. Dez. 2008  | Stolperstein Troisdorf Nordstr. 1 Betty Neumann         | geboren am 11. Februar 1873 in Wuppertal-Barmen als Tochter des Viehhändlers Jakob Jacobs und seiner Ehefrau Johanne, geb. Rosendahl. Deportiert ins Lager Much und von dort nach Maly Trostinec. Dort ermordet. |
| Nordstraße 12 ·         | Gertrud Brenner   | Hier wohnte Gertrud Brenner Jg. 1884 eingewiesen Heilanstalt Göttingen 'verlegt' 13.6.1941 Hadamar ermordet 13.6.1941 'Aktion T4' | 17. Dez. 2019 |                                                         | |
| Stationsweg ·           | Philipp Hamacher  | Hier wurde Philipp Hamacher Jg. 1896 verhaftet Dez. 1933 im SA Heim Nahrung entzogen und gefoltert überlebt                       | 17. Dez. 2019 |                                                         | |
| Stationsweg ·           | Anton Hamacher    | Hier wurde Anton Hamacher Jg. 1908 Mitglied KPD 'Schutzhaft' Dez. 1933 im SA Heim zu Tode gefoltert 5.12.1933                     | 17. Dez. 2019 |                                                         | |

## Bergheim
| Adresse         | Name              | Inschrift | Verlegedatum | Bild                                                   | Anmerkung |
| --------------- | ----------------- | --- | ------------ | ------------------------------------------------------ | --- |
| Bergstraße 8 ·  | Emanuel Levy      | Hier wohnte Emanuel Levy Jg. 1866 interniert 1941 Lager Much deportiert 1942 Treblinka ermordet                           | 6. Dez. 2008 | Stolperstein Troisdorf Bergstraße 8 Emanuel Levy       | geboren am 24. November 1866 in Bergheim (Troisdorf), unverheiratet, von Beruf Viehhändler. Zwangsumsiedlung ins Lager Much am 26. Juni 1941. Deportiert ab Köln am 15.6.1942 nach Ghetto Theresienstadt, weiter am 19.9.1942 ins Vernichtungslager Treblinka. Dort ermordet am 21. oder 22. September 1942.                                                                                        |
| Bergstraße 8 ·  | Mathilde Levy     | Hier wohnte Mathilde Levy Jg. 1868 interniert 1941 Lager Much deportiert 1942 Theresienstadt ermordet                     | 6. Dez. 2008 | Stolperstein Troisdorf Bergstraße 8 Mathilde Levy      | geboren am 12. Mai 1865 in Bergheim (Troisdorf), unverheiratet, Schwester von Emanuel Levy. Zwangsumsiedlung ins Lager Much am 26. Juni 1941. Deportiert ab Köln am 15.6.1942 nach Ghetto Theresienstadt. Dort gestorben am 10. Juli 1942. |
| Bergstraße 27 · | Max Marcus Hirsch | Hier wohnte Max Marcus Hirsch Jg. 1883 interniert 1941 Lager Much deportiert 1942 Izbica ermordet                         | 6. Dez. 2008 | Stolperstein Troisdorf Bergstraße 27 Max Marcus Hirsch | geboren am 11. September 1883 in Bergheim (Troisdorf), Viehhändler und Metzger. Ehemann von Selma Hirsch, Vater von Ilse und Alfred Hirsch. Zwangsumsiedlung der Familie zunächst in das "jüdische Gemeinschaftshaus" im ehemaligen Benediktinerinnenkloster Bonn-Endenich, Kapellenstr., von da ins Lager Much im. Juni 1941. Am 14. Juni 1942 von dort über Bonn-Endenich nach Izbica deportiert. |
| Bergstraße 27 · | Selma Hirsch      | Hier wohnte Selma Hirsch geb. Benjamin Jg. 1885 interniert 1941 Lager Much deportiert 1942 Izbica ermordet                | 6. Dez. 2008 | Stolperstein Troisdorf Bergstraße 27 Selma Hirsch      | geboren am 6. Februar 1885 in Weyerbusch. Ehefrau von Max Marcus Hirsch, Mutter von Ilse und Alfred Hirsch. |
| Bergstraße 27 · | Ilse Hirsch       | Hier wohnte Ilse Hirsch Jg. 1911 interniert 1941 Lager Much deportiert 1942 Izbica ermordet                               | 6. Dez. 2008 | Stolperstein Troisdorf Bergstraße 27 Ilse Hirsch       | geboren am 16. Oktober 1911 in Bergheim (Troisdorf), Tochter von Max und Selma Hirsch. |
| Bergstraße 27 · | Alfred Hirsch     | Hier wohnte Alfred Hirsch Jg. 1924 interniert 1941 Lager Much deportiert 1942 Izbica ermordet                             | 6. Dez. 2008 | Stolperstein Troisdorf Bergstraße 27 Alfred Hirsch     | geboren am 18. Januar 1924 in Bergheim (Troisdorf). Sohn von Max und Selma Hirsch. |
| Siegstraße 42 · | David Levy        | Hier wohnte David Levy Jg.1873 interniert 1941 Lager Much deportiert 1942 Theresienstadt ermordet 27.7.1942               | 6. Dez. 2008 | Stolperstein Troisdorf Siegstraße 35 David Levy        | geboren am 19. Januar 1873 in Bergheim (Troisdorf). Viehhändler und Metzger, Ehemann von Johanna Levy. Zwangsumsiedlung ins Lager Much am 26. Juni 1941. Deportiert ab Köln am 27.7.1942 nach Ghetto Theresienstadt. Dort gestorben am 13. Januar 1944. Für tot erklärt. |
| Siegstraße 42 · | Johanna Levy      | Hier wohnte Johanna Levy geb. Weber Jg. 1885 interniert 1941 Lager Much deportiert 1942 Theresienstadt ermordet 27.7.1942 | 6. Dez. 2008 | Stolperstein Troisdorf Siegstraße 35 Johanna Levy      | geboren am 28. Oktober 1885 in Andernach, Ehefrau von David Levy. Zwangsumsiedlung ins Lager Much am 26. Juni 1941 Deportiert ab Köln am 27.7.1942 nach Ghetto Theresienstadt, weiter am 15. Mai 1944 nach Auschwitz-Birkenau. Dort ermordet, für tot erklärt. |

## Sieglar
| Adresse         | Name             | Inschrift | Verlegedatum  | Bild                                                           | Anmerkung |
| --------------- | ---------------- | --- | ------------- | -------------------------------------------------------------- | --------- |
| Larstraße 129 · | Moses Meier      | Hier wohnte Moses Meier Jg. 1882 interniert 1941 Lager Much deportiert 1942 Theresienstadt ermordet 5.2.1943                             | 14. Juli 2025 | Stolperstein Moses Meier, Troisdorf-Sieglar, Larstraße 129     |           |
| Larstraße 129 · | Mathilde Meier   | Hier wohnte Mathilde Meier geb. Arensberg Jg. 1889 interniert 1941 Lager Much deportiert 1942 Theresienstadt ermordet 17.8.1942          | 14. Juli 2025 | Stolperstein Mathilde Meier, Troisdorf-Sieglar, Larstraße 129  |           |
| Larstraße 129 · | Dr. Alfred Meier | Hier wohnte Dr. Alfred Meier Jg. 1902 Berufsverbot 1933 'Schutzhaft' 1938 KZ Dachau deportiert 1942 Auschwitz 1945 KZ Buchenwald befreit | 14. Juli 2025 | Stolperstein Dr Alfred Meier, Troisdorf-Sieglar, Larstraße 129 |           |